# Hazelacris nigrovittatus
Hazelacris nigrovittatus är en insektsart som beskrevs av Ronderos 1981. Hazelacris nigrovittatus ingår i släktet Hazelacris och familjen gräshoppor. Inga underarter finns listade i Catalogue of Life.